# White House Cemetery
White House Cemetery is een Britse militaire begraafplaats met gesneuvelden uit de Eerste Wereldoorlog, gelegen in het Belgische dorp Sint-Jan. De begraafplaats ligt aan de zuidwestelijke rand van het dorpscentrum en ongeveer 1,6 km ten noordoosten van de Grote Markt van Ieper. Ze werd ontworpen door Reginald Blomfield en wordt onderhouden door de Commonwealth War Graves Commission. Het terrein heeft een vijfhoekig grondplan met een oppervlakte van 4.879 m² en wordt omgeven door een bakstenen muur. Vooraan bij de ingang staat de Stone of Remembrance en achteraan het Cross of Sacrifice.
Er worden 1.172 doden herdacht, waarvan 323 niet geïdentificeerd konden worden.

## Geschiedenis
De begraafplaats werd genoemd naar het White House, dat langs de weg van Ieper naar Sint-Jan lag. Het gebied lag tijdens de oorlog binnen de Ieperboog en bleef in geallieerde handen. De begraafplaats werd gestart in maart 1915 en werd door gevechtseenheden gebruikt tot april 1918. Na de oorlog werd de begraafplaats uitgebreid met graven die werden overgebracht uit de slagvelden in de omgeving en uit een aantal kleinere begraafplaatsen. Die begraafplaatsen die werden ontruimd waren Hengebaert Farm Cemetery in Dikkebus, Bavaria House Cemetery in Ieper, Cottage Garden Cemetery in Sint-Jan, Green Hunter Cemetery in Vlamertinge, North Bank Cemetery of Lankhof Cemetery in Voormezele, Basseville Farm German Cemetery in Zandvoorde, Bedford House Cemetery, Enclosure No.1 (een van de ontruimde enclosures van Bedford House Cemetery) in Zillebeke en Wilde Wood Cemetery in Zonnebeke.
Onder de 1.172 graven zijn er 1.002 Britten (waarvan 297 niet geïdentificeerde), 45 Australiërs (waarvan 7 niet geïdentificeerde), 85 Canadezen (waarvan 15 niet geïdentificeerde), 1 Indiër, 25 Nieuw-Zeelanders (waarvan 1 niet geïdentificeerde) en 5 Zuid-Afrikanen (waarvan 3 niet geïdentificeerde). Voor 16 slachtoffers werden Special Memorials opgericht omdat hun graven niet meer teruggevonden werden en men aanneemt dat ze zich onder de naamloze grafzerken bevinden. Voor 28 andere slachtoffers, die oorspronkelijk op een andere begraafplaats lagen maar van wie de graven verloren gingen, werd een Duhallow Block. opgericht.
Later werden op de begraafplaats ook acht Britse en één Belgische dode uit de Tweede Wereldoorlog bijgezet. Zij sneuvelden tijdens de terugtrekking naar Duinkerke in juni 1940.
Deze begraafplaats werd in 2009 als monument beschermd.

## Graven
- Korporaal Louis Henri Van Minsel, is een Belgische militair die sneuvelde op 24 mei 1940.

### Onderscheiden militairen
- Soldaat Robert Morrow, van het 1st Battalion Royal Irish Fusiliers ontving het Victoria Cross (VC) voor het op eigen initiatief en onder hevig artillerievuur terugbrengen van manschappen die bedolven waren onder ingestorte loopgraven. Hij sneuvelde tijdens een actie in Sint-Jan op 26 april 1915 in de leeftijd van 24 jaar.
- William Edward Green, luitenant-kolonel bij het Northamptonshire Regiment werd onderscheiden met het Distinguished Flying Cross (DFC) en de Territorial Decoration (TD).
- Francis Alexander Umfreville Pickering, luitenant-kolonel bij de 2nd Dragoons (Royal Scots Greys) en Walter Guy Nicholas Breton, majoor bij de Royal Garrison Artillery werden onderscheiden met de Distinguished Service Order (DSO).
- Joseph Michael Buckley, kapitein bij de Rifle Brigade; Victor Charles Warr, kapitein bij het Queen's Own Royal West Kent Regiment; William Arthur Lloyd Poundall, kapitein bij het Royal Flying Corps en Bernard Stanley Heath, luitenant bij het Canadian Machine Gun Corps werden onderscheiden met het Military Cross (MC).
- de militairen James Ahern, T. P. Brown, R. Carvell, T. Harper, D. Rathbone, J. Slater, Edward Hollock Smith en R. Waddington ontvingen de Military Medal (MM).

### Minderjarige militairen
- de soldaten Harry Wharton van de King's Own Yorkshire Light Infantry en Arthur Ernest Williams van de Canadian Infantry waren 16 jaar toen ze sneuvelden.
- soldaat William Seeney van de Queen's Own (Royal West Kent Regiment) was 17 jaar toen hij sneuvelde.

### Alias
- kanonnier Benjamin Melling diende onder het alias H. Seddon bij de  Royal Field Artillery.

### Gefusilleerde militairen
- Soldaat Herbert H. Chase, van het 2nd Bn. Lancashire Fusiliers, werd wegens lafheid gefusilleerd op 12 juni 1915. Hij was 21 jaar.
- Soldaat William J. Turpie, van het 2nd Bn. East Surrey Regiment, werd wegens desertie gefusilleerd op 1 juli 1915. Hij was 24 jaar.
- Soldaat Robert Gawler, van het 1st Bn. The Buffs (East Kent Regiment), werd wegens desertie gefusilleerd op 24 februari 1916. Hij was 29 jaar.
- Soldaat Alfred E. Eveleigh, van het 1st Bn. The Buffs (East Kent Regiment), werd wegens desertie gefusilleerd op 24 februari 1916. Hij was 27 jaar.[4]